# Skały rezydualne
Skały rezydualne (Regolity) – skały powstałe przez przekształcenie chemiczne materiału skalnego nagromadzonego w wyniku intensywnego wietrzenia w miejscu trwania procesu. Skały te obok minerałów ilastych zawierają odporne na wietrzenie składniki skał macierzystych. Skały te powstały bez udziału fazy transportu, charakteryzują się składem chemicznym wiążącym je ze skałami macierzystymi oraz brakiem warstwowania. W tej grupie skalnej wyróżnia się trzy charakterystyczne grupy:
- boksyty w składzie których dominują minerały glinowe (gibbsyt, boehmit, diaspor).
- lateryty w składzie dominują minerały zawierające żelazo (goethyt, lepidokrokit, hematyt). Barwa ich jest czerwonobrunatna, brunatno żółta,
- terra rossa w której dominują uwodnione tlenki żelaza oraz glinu i w mniejszych ilościach manganu, w różnych proporcjach występują tu również minerały krzemianowe i glinokrzemianowe jako składniki, które przetrwały procesy rozkładu skały. Terra rossa jest produktem działalności wody na wapienie i dolomity. Woda usuwa fazy węglanowe i powstaje nagromadzenie faz mineralnych odpornych na działanie wody.

Procesy wietrzenia skał i skład utworów rezydualnych zależy od warunków fizycznych i chemicznych środowiska. Wietrzenie na terenach, które mogą mu ulegać doprowadza do powstania gleb typu laterytowego i boksytowego.